# Richard Harter Fogle
Richard Harter Fogle (geboren am 8. März 1911 in Canton, Ohio; gestorben am 29. November 1995) war ein amerikanischer Literaturwissenschaftler.
Fogle studierte am Hamilton College (B. A. 1933) und der Columbia University (M. A. 1936); 1944 promovierte er an der University of Michigan mit einer Arbeit über die Bildsprache bei Keats und Shelley zum Ph. D. Seit 1966 lehrte er an der University of North Carolina englische und amerikanische Literaturgeschichte, wobei sein Hauptinteresse der Romantik galt. Hervorzuheben sind insbesondere seine Arbeiten zu Nathaniel Hawthorne.

### Werke
- The Imagery of Keats and Shelley: A Comparative Study. University of North Carolina Press, Chapel Hill 1949.
- Hawthorne's Fiction: The Light and the Dark. University of Oklahoma Press, Norman 1952. 2., revidierte Auflage: University of Oklahoma Press, Norman 1964.
- Melville's Shorter Tales. University of Oklahoma Press, Norman 1960.
- The Idea of Coleridge's Criticism. University of California Press, Berkeley 1962.
- The Romantic Movement in American Writing. Odyssey Press, New York 1966.
- (Hrsg.): Romantic Poets and Prose Writers. AHM Publishing, New York 1967. ISBN 0882955136
- Hawthorne's Imagery: The Proper Light and Shadow in the Major Romances. University of Oklahoma Press, Norman 1969.
- The Permanent Pleasure: Essays on Classics of Romanticism. University of Georgia Press, Athens GA 1974. ISBN 0820303119

### Festschrift
- Mary Lynn Johnson und Seraphia D. Leyda (Hrsg.): Reconciliations: Studies in Honor of Richard Harter Fogle. Institut für Anglistik und Amerikanistik, Universität Salzburg, 1983.

| Personendaten    | Personendaten                           |
| ---------------- | --------------------------------------- |
| NAME             | Fogle, Richard Harter                   |
| ALTERNATIVNAMEN  | Fogle, Richard H.                       |
| KURZBESCHREIBUNG | amerikanischer Literaturwissenschaftler |
| GEBURTSDATUM     | 8. März 1911                            |
| GEBURTSORT       | Canton, Ohio                            |
| STERBEDATUM      | 29. November 1995                       |